# Mănești
Mănești es una comuna ubicada en el distrito de Prahova, Rumania.

## Superficie
Posee una superficie de 48,33 kilómetros cuadrados.

## Demografía
Hasta 2021 la población era de 3551 habitantes, con una densidad de población de 73,47 habitantes por kilómetro cuadrado.